# Ladigesia
Ladigesia is een monotypisch geslacht van straalvinnige vissen uit de familie van de Afrikaanse karperzalmen (Alestidae).

## Soort
- Ladigesia roloffi Géry, 1968